# 松永俊之
松永 俊之（まつなが としゆき、1946年〈昭和21年〉12月30日 - ）はフリーアナウンサー。埼玉県大宮市（現在のさいたま市大宮区）出身。株式会社マツプロ代表取締役社長。実兄は元TBSアナウンサーの松永邦久。

## 来歴・人物
地方公務員の父と歌好きな母の間に生まれ、子供時代は喋るのが好きでコメディアンを将来の夢とし自習時の教室や遠足のバス内で即席落語を行いクラスを沸かせていた。その後埼玉県立大宮高等学校を経て國學院大學法学部に入学、兄が早稲田大学で放送研究会に入っていた事にあわせて放送研究会に入り兄とともに東京アナウンスアカデミーへ通い、兄はTBSへ入社したこともあり日本テレビ等9社の面接を受け3社から内定をもらい、卒業後の1969年に北海道放送（HBC）に入社。入社翌年には局内のレコード室のアルバイトを務めていた女性と結婚し一女をもうける。
子供向け番組やスポーツアナウンサーを担当した後、1978年から1990年にかけてHBCラジオで『ラジオファミリーはい!松永俊之です』『出たとこ松ちゃん!』を担当。テレビでは、午後のワイド番組『パック2』の司会を務める。1978年から12年間担当した『ラジオファミリーはい!松永俊之です』ではリスナーから寄せられた留守番電話メッセージや手紙に丁寧に答えたことから好評を得て「奥様のアイドル」の異名を得た。
1976年12月、29歳のとき通勤途中に腰の激痛から股関節亜脱臼と椎間板ヘルニアの診断を受け手術と9ヶ月の休養を経て復帰するも、その後歩行には松葉杖を伴うようになりスポーツアナウンサーを断念し主婦向けの番組に専念する。自身のホームページなどの自己紹介には「日本でただ一人2本の杖をつくアナウンサー」と記載している。
『出たとこ松ちゃん!』『パック2』の終了後は、『おはよう!松永俊之です』『ありがとう!松永俊之です』『松永俊之の土曜花盛り』などラジオの朝ワイド番組を主に担当した。
2007年4月にHBCを定年退職してフリーアナウンサーとなる。2017年よりHBCラジオで『松永俊之ミュージック・コレクション』を担当。自身の闘病体験から長年続けている講演活動、紙芝居ボランティア、旅行ツアー・バスツアーの企画、ガイドを行う。
2019年2月には皮膚がんの手術を経て、3月に50年を区切りとして「松永俊之ミュージック・コレクション」を終了しアナウンサーを引退、福祉施設での紙芝居ボランティアに専念する。
特技では祝詞が奏上でき、大学時代には神道の神主資格（直階）を取得している。

## 出演番組
HBCテレビ
- パック2[8][9]

HBCラジオ
- ラジオファミリー はい!松永俊之です[1]
- おはよう!松永俊之です[10]
- ありがとう!松永俊之です[11]
- 松永俊之の以心伝心[12]
- 松永俊之の土曜花盛り[13]
- 松永俊之ミュージック・コレクション[3][2]